# Norrahammars GIS
Norrahammars GIS (även Norrahamars GoIS och NGIS) är ett idrottssällskap i Norrahammar i Jönköpings kommun, Sverige. Klubben bildades den 1 december 1924 på Lindholms konditori i Norrahammar. 1929 invigdes Hammarvallen. De första åren bedrev klubben bandy och friidrott. Fotboll och simning tillkom 1926, bordtennis och gymnastik 1927, skidsport 1930, tennis 1932 och orientering 1933.
I fotboll spelade klubben i dåvarande Division III 1937/1938 , 1939/1940  och 1940/1941 . Ishockey började klubben utöva 1946. Åren 1951–1969 spelade man 13 säsonger i Division II med 3:e placeringar 1952, 1953, 1956, 1965 och 1966 som bästa resultat. I mitten av 1972 uppgick ishockeysektionen i HV71.